# هری تیلور (بازیکن فوتبال، زاده ۱۹۹۷)
هری تیلور (انگلیسی: Harry Taylor؛ زادهٔ ۵ مهٔ ۱۹۹۷) بازیکن فوتبال اهل بریتانیا است.
از باشگاه‌هایی که در آن بازی کرده‌است می‌توان به باشگاه فوتبال بارنت، باشگاه فوتبال همپتون و ریچموند بورو و باشگاه فوتبال استاینز تاون اشاره کرد.